# 盧森堡同性婚姻
同性婚姻於2015年1月1日開始在盧森堡合法化。這項立法法案於2014年6月18日由眾議院頒布。而同性間的伴侶關係自2004年起就已經合法化。該法案生效後，盧森堡將成為全世界第16個將同性婚姻合法化的國家，並且是歐洲地區中第十個保障同性婚姻平等權利的國家。

## 伴侶關係
盧森堡的伴侶關係2004年7月通過法案被合法化，並於當年11月1日生效。該法案是被容克-波爾費爾內閣於2002年4月26日提出，並於5月11日在眾議院以33票贊成、7票反對、20票棄權獲得通過。國務委員會在意見書中建議合法化同性婚姻，因為鄰國比利時當時剛剛通過合法化同性婚姻的法案。
伴侶法案是基於法國的民事結合法上，適用於同性或異性伴侶。選擇民事結合人士享有很多有關婚姻的權益，包括獲得社會福利和財務優惠等，但不能聯名領養子女。2009年7月盧森堡政府宣佈將提出同性婚姻法案。

## 同性婚姻
當時執政的基督教社會人民黨一直到2009年都表示反對將同性婚姻合法化。雖然出身於該黨的總理對同性婚姻表達了自己私人的支持態度。2007年7月，要求將同性婚姻合法化的動議被議會以38對22的投票結果否決。
2009年7月，由讓-克洛德·容克領導的盧森堡政府宣布其將同性婚姻合法化的計劃。在2010年1月19日的一場辯論中，司法部長弗朗索瓦·比爾特根（François Biltgen）宣布合法化同性婚姻的法案（排除一些領養權）將在議會夏季休會前最終定稿。2010年7月9日，政府接受該法律，並提交給議會審議。
2012年5月，該草案被從新起草，而對此的表決要排到2013年。2012年11月27日，國務委員會對草案發表了負面的回應，但是要求議會如需對此進行投票表決，須對此議題展開辯論。委員會的一些成員則發表了分別的意見，支持該草案。
2013年2月6日，議會的法律事務委員會同意批准向同性伴侶開放婚姻的條款。2月20日，委員會表態支持同性伴侶的單純收養權，但是只允許異性伴侶擁有全面收養權。2013年3月6日，委員會確認其對此的立場。但是到了6月4日，國務委員會發表第二份審查報告，拒絕了法案允許任何伴侶進行單純領養的權利卻只允許異性伴侶全面領養的權利的部分。2013年6月19日，法律事務委員會決定給予同性伴侶全面領養的權利。該法案本來會在當年秋天被表決 ，但是2013年10月因為盧森堡政府辭職而引發的選舉延遲了對此的投票。
新政府於2013年12月4日組建，任職的首相為公開的男同性戀者澤維爾·貝特。新政府聯盟的協議中包括給予同性戀伴侶婚姻和領養的權利，並預期在2013年頭三個季度完成。2014年1月8日，司法部長費利克斯·布拉茲（Felix Braz）表示，議會將會在2014年夏天完成對該議案的投票。如果獲得通過，將會在2014年年底生效。
2014年3月19日，議會的法律事務委員會完成對婚姻改革法案的審查，並交付至國務委員會。2014年5月28日，法律事務委員會通過該法案。除了ADR，其他各政黨都對此表態支持。2014年6月18日，法案經由眾議院以56-4的結果獲得通過。2014年6月24日，國務委員會批准其略過形式上的第二次投票。7月4日，亨利大公頒布法案並於2014年7月17日發表官方公報。法律將會在公報發表後第六個月的第一天生效（即2015年1月1日）。

## 民意
2006年安格斯·里德全球監測調查發現的一項民意調查表明，58%的盧森堡人支持同性婚姻合法化。
2013年4月，Polimonitor進行由Luxemburger Wort和RTL委託的調查表示，83%的人支持同性婚姻，而55%的人支持同性伴侶領養。